# Kones-e Marz
Kones-e Marz (persiska: كنس مرز) är en ort i Iran.   Den ligger i provinsen Mazandaran, i den norra delen av landet, 130 km nordost om huvudstaden Teheran. Kones-e Marz ligger 1 meter över havet och antalet invånare är 347.
Terrängen runt Kones-e Marz är platt, och sluttar norrut. Runt Kones-e Marz är det ganska tätbefolkat, med 166 invånare per kvadratkilometer. Närmaste större samhälle är Āmol, 12,9 km söder om Kones-e Marz. Trakten runt Kones-e Marz består till största delen av jordbruksmark.